# Nematoplana pullolineata
Nematoplana pullolineata är en plattmaskart som beskrevs av Tajika 1979. Nematoplana pullolineata ingår i släktet Nematoplana och familjen Nematoplanidae. Inga underarter finns listade i Catalogue of Life.